# Popești, Argeș
Popești este satul de reședință al comunei cu același nume din județul Argeș, Muntenia, România.